# Nouakchott
Nouakchott (în arabă نواكشوط Nuwākshūṭ) este capitala și cel mai mare oraș al Mauritaniei, o țară din vestul Africii. Este și unul din cele mai mari orașe din Sahara.

## Clima
| Date climatice pentru Nouakchott                                                          | Date climatice pentru Nouakchott | Date climatice pentru Nouakchott | Date climatice pentru Nouakchott | Date climatice pentru Nouakchott | Date climatice pentru Nouakchott | Date climatice pentru Nouakchott | Date climatice pentru Nouakchott | Date climatice pentru Nouakchott | Date climatice pentru Nouakchott | Date climatice pentru Nouakchott | Date climatice pentru Nouakchott | Date climatice pentru Nouakchott | Date climatice pentru Nouakchott |
| Luna                                                                                      | Ian                              | Feb                              | Mar                              | Apr                              | Mai                              | Iun                              | Iul                              | Aug                              | Sep                              | Oct                              | Nov                              | Dec                              | Anual                            |
| ----------------------------------------------------------------------------------------- | -------------------------------- | -------------------------------- | -------------------------------- | -------------------------------- | -------------------------------- | -------------------------------- | -------------------------------- | -------------------------------- | -------------------------------- | -------------------------------- | -------------------------------- | -------------------------------- | -------------------------------- |
| Maxima medie °C (°F)                                                                      | 29.1 (84,4)                      | 30.6 (87,1)                      | 31.6 (88,9)                      | 32.6 (90,7)                      | 33.4 (92,1)                      | 34.6 (94,3)                      | 31.3 (88,3)                      | 32.4 (90,3)                      | 34.9 (94,8)                      | 36.4 (97,5)                      | 33.1 (91,6)                      | 29.1 (84,4)                      | 32,43 (90,37)                    |
| Media zilnică °C (°F)                                                                     | 21.4 (70,5)                      | 22.7 (72,9)                      | 23.9 (75)                        | 25 (77)                          | 26.2 (79,2)                      | 28 (82)                          | 27.1 (80,8)                      | 28.3 (82,9)                      | 29.7 (85,5)                      | 29.2 (84,6)                      | 25.7 (78,3)                      | 22 (72)                          | 25,77 (78,38)                    |
| Minima medie °C (°F)                                                                      | 13.7 (56,7)                      | 14.8 (58,6)                      | 16.3 (61,3)                      | 17.5 (63,5)                      | 19.1 (66,4)                      | 21.4 (70,5)                      | 22.9 (73,2)                      | 24.2 (75,6)                      | 24.5 (76,1)                      | 22.1 (71,8)                      | 18.3 (64,9)                      | 15 (59)                          | 19,15 (66,47)                    |
| Precipitații mm (inches)                                                                  | 1 (0.04)                         | 2 (0.08)                         | 1 (0.04)                         | 0 (0)                            | 0 (0)                            | 1 (0.04)                         | 12 (0.47)                        | 36 (1.42)                        | 31 (1.22)                        | 7 (0.28)                         | 1 (0.04)                         | 2 (0.08)                         | 94 (3,7)                         |
| Nr. mediu de zile ploioase                                                                | 1                                | 1                                | 0                                | 0                                | 0                                | 0                                | 1                                | 2                                | 2                                | 0                                | 0                                | 0                                | 7                                |
| Sursa nr. 1: Climate-Data.org                                                             |                                  |                                  |                                  |                                  |                                  |                                  |                                  |                                  |                                  |                                  |                                  |                                  |                                  |
| Sursa nr. 2: Weather2Travel for sunshine, rainy days and another source for precipitation |                                  |                                  |                                  |                                  |                                  |                                  |                                  |                                  |                                  |                                  |                                  |                                  |                                  |

Alte date conform altei surse.
| Date climatice pentru Nouakchott | Date climatice pentru Nouakchott | Date climatice pentru Nouakchott | Date climatice pentru Nouakchott | Date climatice pentru Nouakchott | Date climatice pentru Nouakchott | Date climatice pentru Nouakchott | Date climatice pentru Nouakchott | Date climatice pentru Nouakchott | Date climatice pentru Nouakchott | Date climatice pentru Nouakchott | Date climatice pentru Nouakchott | Date climatice pentru Nouakchott | Date climatice pentru Nouakchott |
| Luna                             | Ian                              | Feb                              | Mar                              | Apr                              | Mai                              | Iun                              | Iul                              | Aug                              | Sep                              | Oct                              | Nov                              | Dec                              | Anual                            |
| -------------------------------- | -------------------------------- | -------------------------------- | -------------------------------- | -------------------------------- | -------------------------------- | -------------------------------- | -------------------------------- | -------------------------------- | -------------------------------- | -------------------------------- | -------------------------------- | -------------------------------- | -------------------------------- |
| Maxima medie °C (°F)             | 29 (84)                          | 31 (88)                          | 32 (90)                          | 32 (90)                          | 34 (93)                          | 33 (91)                          | 32 (90)                          | 32 (90)                          | 34 (93)                          | 33 (91)                          | 32 (90)                          | 28 (82)                          | 31,8 (89,3)                      |
| Minima medie °C (°F)             | 14 (57)                          | 15 (59)                          | 17 (63)                          | 18 (64)                          | 21 (70)                          | 23 (73)                          | 23 (73)                          | 24 (75)                          | 24 (75)                          | 22 (72)                          | 18 (64)                          | 13 (55)                          | 19,3 (66,8)                      |
| Minima istorică °C (°F)          | 7 (45)                           | 9 (48)                           | 11 (52)                          | 12 (54)                          | 14 (57)                          | 18 (64)                          | 21 (70)                          | 20 (68)                          | 22 (72)                          | 17 (63)                          | 13 (55)                          | 7 (45)                           | 7 (45)                           |
| Precipitații mm (inches)         | 0 (0)                            | 3 (0.12)                         | 0 (0)                            | 0 (0)                            | 0 (0)                            | 3 (0.12)                         | 13 (0.51)                        | 104 (4.09)                       | 23 (0.91)                        | 10 (0.39)                        | 3 (0.12)                         | 0 (0)                            | 159 (6,26)                       |
| Sursă: BBC Weather               |                                  |                                  |                                  |                                  |                                  |                                  |                                  |                                  |                                  |                                  |                                  |                                  |                                  |

## Orașe înfrățite
- Madrid, Spania[5]
- Tucson, Arizona, SUA
- Djibouti City, Djibouti
- Lanzhou, Gansu, China[6]
- Amman, Iordania (1999)[7]